# Fujiwara no Kanemichi
Fujiwara no Kanemichi (藤原 兼通?  925-20 de diciembre de 977) fue un kuge (cortesano) que actuó de regente durante la era Heian. Fue el segundo hijo del regente Fujiwara no Morosuke y hermano menor de Fujiwara no Kaneie.
Fungió como kanpaku del Emperador En'yū desde 972 hasta 977.
| Predecesor: Fujiwara no Saneyori | Kanpaku 972-977 | Sucesor: Fujiwara no Yoritada |

- Datos: Q578397